# Aliger gallus
Aliger gallus is een slakkensoort uit de familie Strombidae. De wetenschappelijke naam werd in 1758 gepubliceerd door Carl Linnaeus in de tiende editie van Systema naturae.

## Beschrijving
De gemiddelde schelplengte van deze soort is ongeveer 12,5 cm, terwijl de maximaal geregistreerde schaallengte 19,7 cm is.

## Verspreiding
Deze slakkensoort wordt gevonden van Zuidoost-Florida en Bermuda via West-Indië en zuidwaarts tot Brazilië. De minimaal geregistreerde diepte voor deze soort is 0,3 meter; de maximale geregistreerde diepte is 82 meter.